# キック・オーバー
『キック・オーバー』（原題: Get the Gringo、別題: How I Spent My Summer Vacation）は、2012年にアメリカ合衆国で製作されたアクション映画。メル・ギブソンが製作・脚本・主演を務め、エイドリアン・グランバーグにとっては初の長編映画監督作品である。

## ストーリー
「ドライバー」と呼ばれる男が、マフィアから大金を盗み出しメキシコへの逃亡を企てた。しかし、男は国境を越えたところで逮捕され、世界最悪の刑務所として名高い「エル・プエブリート」に収監されてしまう。そこは金さえあればドラッグから女まで何でも手に入り、日常的に殺人が行われている恐ろしい場所だった。しかも、そこでは所長や看守までもが買収されており、もはや犯罪者の楽園となっていた。そこでドライバーは一人の少年「キッド」と出会う。キッドは肝臓を患っている囚人のボスの臓器ドナーとして、まもなく殺されることになっていた。ふとしたことからキッドを助けたドライバーは、彼とともに刑務所からの脱獄を計画する。だが、彼が持っている大金を手に入れるため、マフィアや囚人、悪徳警官が命を狙ってくるのだった。

## キャスト
| 役名                 | 俳優                       | 日本語吹替   |
| -------------------- | -------------------------- | ------------ |
| ドライバー           | メル・ギブソン             | 磯部勉       |
| キッド               | ケヴィン・ヘルナンデス     | 田村睦心     |
| キッドの母親         | ドロレス・エレディア       | 田中敦子     |
| ハビ                 | ダニエル・ヒメネス・カチョ | 辻親八       |
| フランク             | ピーター・ストーメア       | 小川真司     |
| バスケス警官         | マリオ・サラゴサ           | 星野健一     |
| トーマス・カウフマン | ボブ・ガントン             |              |
| ビル                 | ディーン・ノリス           | あべそういち |
| カラカス             | ヘスス・オチョア           | 町田政則     |
| アメリカ領事館員の男 | ピーター・ゲレッティ       |              |
| ジャクソン弁護士     | スコット・コーエン         |              |